# 朱西厄广场

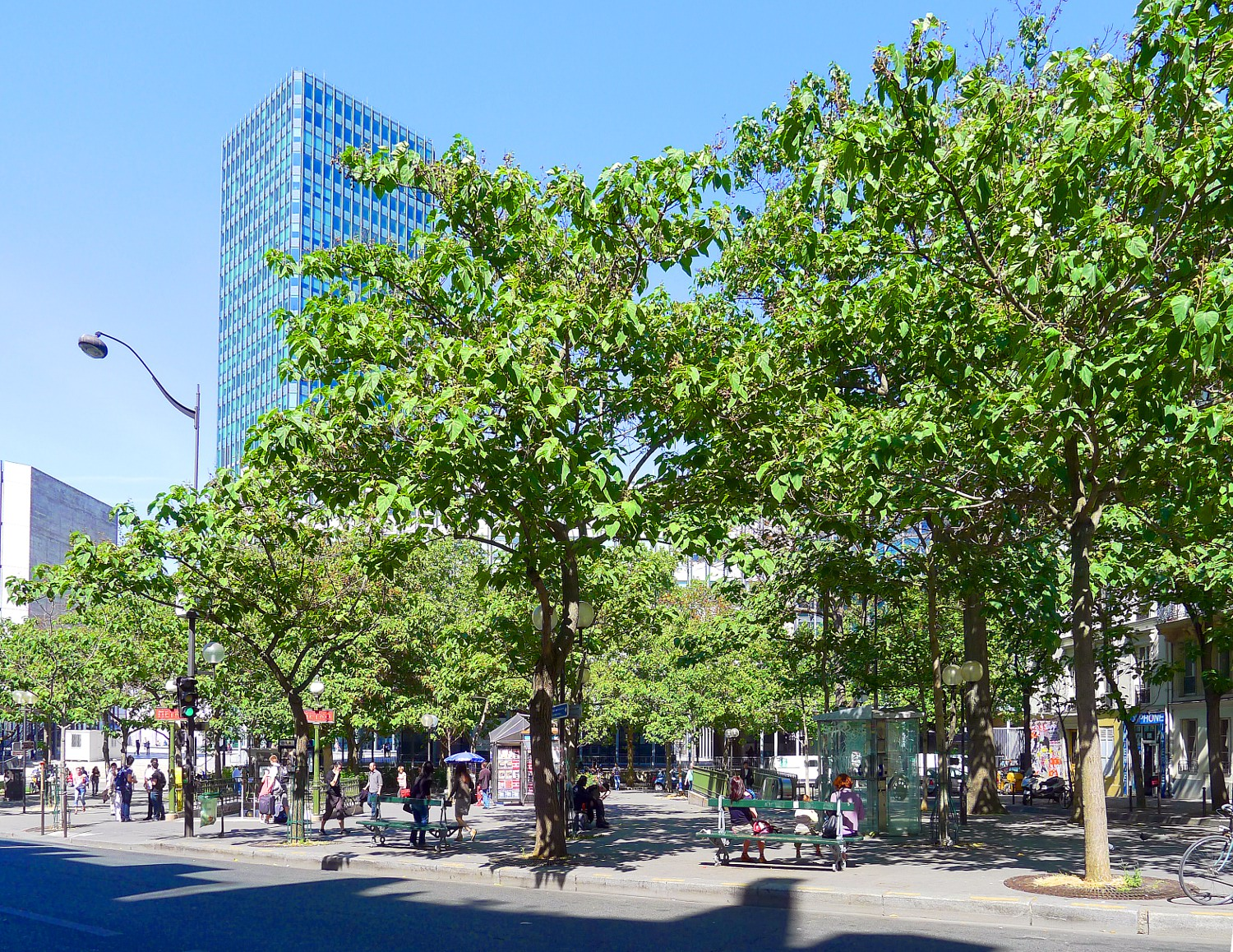

朱西厄广场（Place Jussieu）是巴黎第五区的一个三角形广场，位于朱西厄路（Rue Jussieu）和Rue Linné交汇处。

## 交通
附近的地铁站是于修站（Jussieu ，7、10号线）。

## 名称
朱西厄广场得名于朱西厄家族。

## 历史
朱西厄广场开辟于1838年，原名圣维克多广场（Place Saint-Victor），得名于原圣维克多修道院。1867年2月26日改为现名。

## 建筑

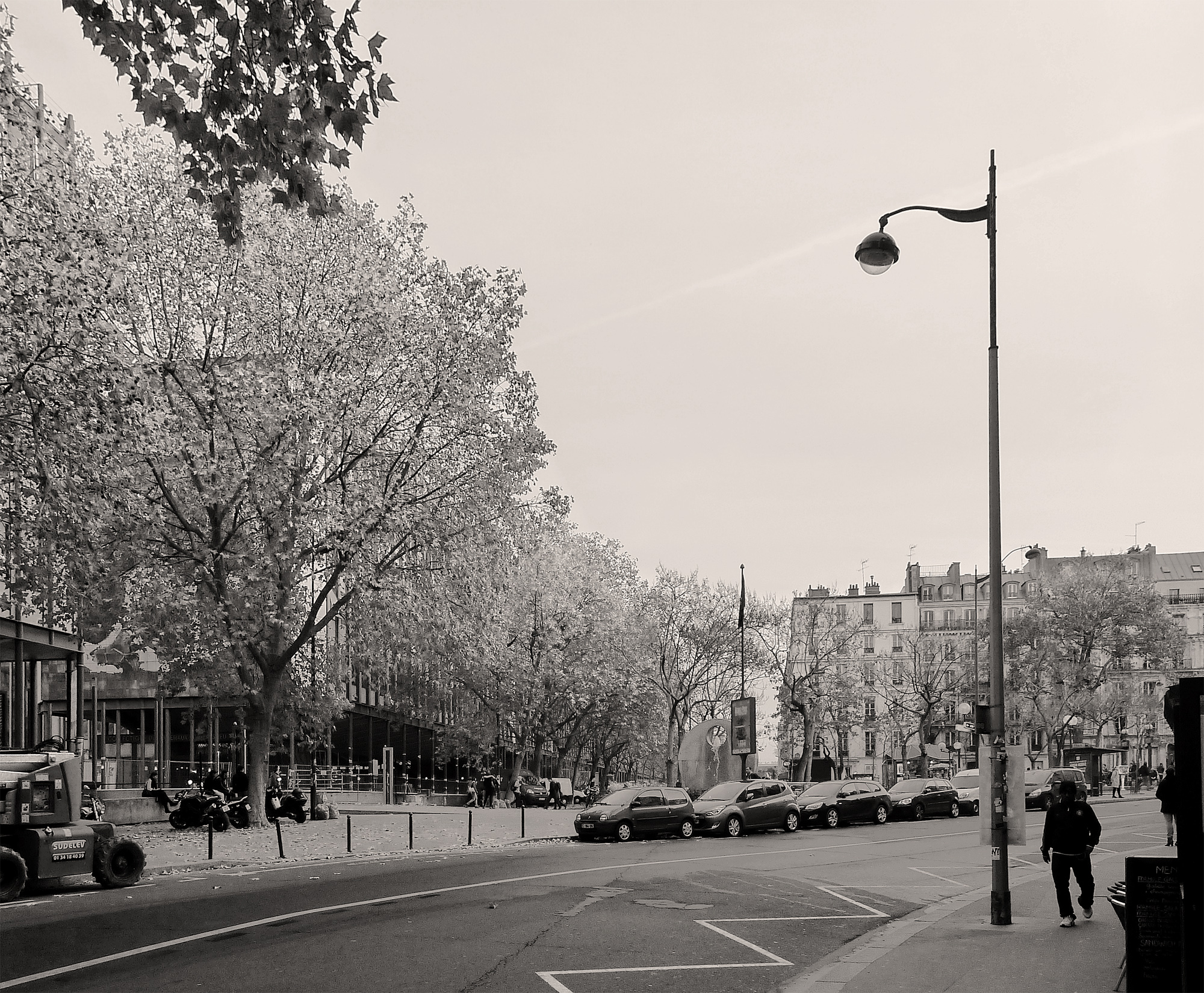

- 巴黎第六大学的朱西厄校区